# Kongepyton
Kongepytonen (Latin: Python regius) er en afrikansk kvælerslange. Slangen er den mindste pytonslange i Afrika og er desuden en af de mest almindelige slanger holdt i fangenskab.

## Beskrivelse
Kongepytonen bliver normalt mellem 90 og 120 cm lang, hunner bliver normalt større end hanner. Individer, der bliver længere end 150 cm, er sjældne. Slangen er kraftigt bygget, men med et forholdsvist lille hoved. Farvemønstret er normalt sort med brune aftegninger, men man har igennem de senere år fremavlet adskillige farvemutationer, såkaldte morpher og der er over 1200 forskellige farve/mønster kombinationer. Kongepytonen kan i fangenskab blive over 40 år gammel, men normalt omkring 25 år i fangeskab.

## Udbredelse
Findes hovedsagligt i Centralafrika i følgende lande: Senegal, Mali, Guinea-Bissau, Guinea, Sierra Leone, Liberia, Elfenbenskysten, Ghana, Benin, Niger, Nigeria, Cameroun, Tchad, Centralafrikanske Republik, Sudan og Uganda.
Der er ikke fundet andre steder de  lever i det fri, end deres naturlige levesteder i det centrale Afrika.

## Levesteder
Lever hovedsageligt i huler i jorden, feks. rottehuler etc, i regnskoven og sparsomt bevoksede skovområder i den centrale del af Afrika. Kongepyton lever i hulerne hele sit liv, undtaget de gange om måneden, den kommer op for at fange bytte og spise.

## Adfærd
Kongepytonen er kendt for sit milde temperament, hvilket har været med til at gøre den til en populær slange at holde i fangeskab. Den bider sjældent, og et bid føles som når man skære sig på et stykke papir, en skarp men forbigående prikkende fornemmelse,  men den foretrækker at rulle sig sammen til en kugle og gemme sit hoved, når den føler sig truet. Heraf det amerikanske navn Ball Python, på dansk kuglepyton. Det er en nataktiv slange og foretrækker i dagtimerne at gemme sig, for at jage føde om natten, en adfærd den bevarer selv i fangeskab.
Som små er de dog noget mere temperamentsfulde, deres instinkt er, "bevæger det sig, kan det sikkert spises", så de kan "bide" mens de er fra 0 - 6 måneder gamle da instinktet stadig råder.
Kongepytoner i fangeskab der er håndterbare er ikke tamme, de har blot lært at tolerere mennesker og ser os derfor ikke som en trussel.

## Føde
Slangen lever hovedsageligt af små pattedyr, bl.a. mus og rotter. Det hænder dog også at kongepytonen spiser mindre fugle. I fangenskab fodres kongepytonen normalt med mus (i.e. baby Kongepytoner) og rotter når kongepytoner bliver større, enten levende eller optøede. Kongepytonen er kendt for ofte at holde lange spisepauser, hannerne faster bl.a. i ca. 3-4 mdr når parringssæsonen står på, ligesom nogle individer er særdeles kræsne og kun vil spise levende, og sågar i nogle tilfælde kun en bestemt farve byttedyr, eller et bestemt slags byttedyr, som fx mus.
Det er godt at vænne slangen til at spise dødt foder fra starten, da det både er billigere og nemmere at fodre med. De kan købes privat eller hos dyrehandlere. Levende rotter og mus kan forvolde stor skade på slangen, så det er derfor vigtigt altid at holde øje med fodringen hvis byttedyret er levende. 

## Reproduktion
Hunnen lægger mellem 3-11 æg, hvor det mest normale er 4-6 æg. Disse udruges af hunnen, der trods hun er koldblodet, kan "ryste" sig selv varm, og dermed holde æggene varme nok. Æggene klækker efter 55 - 62 dage. Hanner bliver kønsmodne efter 6-18 måneder, hvilket svarer til en vægt på ca 600-800 gram og hunner efter 18-36 måneder og en vægt fra ca 14 - 1500 gram og op ad.
Hvis man ønsker at udruge æggene i en rugemaskine, så skal temperaturen være mellem 30,5 og 31,5 grader. Æggene skal ligge i vermiculite, eller lignende, som er blandet ca 50/50 med vand.
Man kan også bruge en vandtæt flamingokasse, med vand i bunden, med et akvarie-varmelegeme til at hæve temperaturen og fugtigheden, og opbevare æggene i plastkasser, med rist i bunden, så æggene ikke er fugtige/våde.
Der er masser af muligheder for gør det selv-folket, et gammelt køleskab kan let ombygges til en god rugekasse.

## Eksterne Henvisninger
- www.kongepython.dk
- www.ballpython.dk Arkiveret 4. marts 2016 hos  Wayback Machine
- www.kgpython.dk Arkiveret 6. oktober 2016 hos  Wayback Machine